# Ka (mitología)
El Ka es la "fuerza vital", un componente del espíritu humano, una pizca del principio universal e inmortal de la vida, según la mitología egipcia. Para los antiguos egipcios los componentes del espíritu humano eran: Ib, Ka, Ba, Aj, Ren y Sheut.
| D28 | Z1 |

| D28 | Z1 |

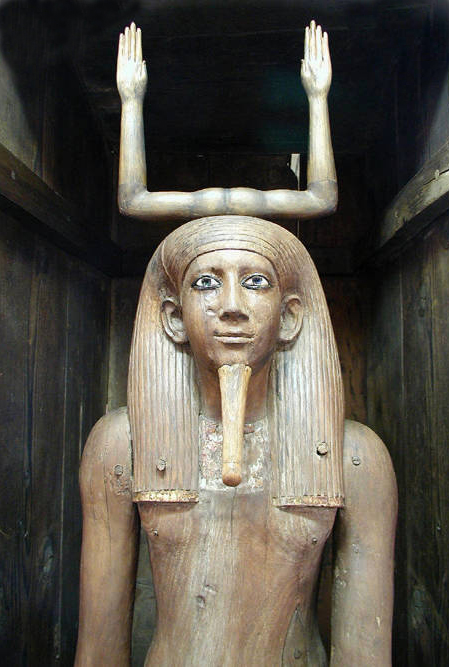
Representación del ka del faraón Hor I. Dinastía XIII.

Se pensaba que el ka era creado por Jnum, con su torno de alfarero, para ser depositado en los hijos en el momento de su concepción. Este elemento confería la inmortalidad a cada hombre que incluso podría transformarse en un dios, necher, si lo hubiera merecido por sus excepcionales buenas acciones durante su vida en la Tierra.
Los egipcios también creían que el ka se mantenía por medio de los alimentos. El ka podía perdurar en el cuerpo del difunto si se conservaba momificado; por esta razón era necesario embalsamar a los cadáveres, y se debían depositar ofrendas de alimentos a los difuntos, aunque era los kau de las ofrendas lo que se consumía, no la parte material.
El ka de los dioses y faraones estaba indisolublemente unido a su cuerpo, mientras que los demás egipcios obtenía su ka por mediación del faraón. Las condiciones de la vida futura en la Duat dependían del veredicto en el juicio de Osiris.

"El ka del rey posee un poder especial, procede directamente del dios y se relaciona también con los súbditos debido a que el ka de éstos procede del rey o es el propio rey. Es uno de los elementos sustentantes de la monarquía divina y de su autoridad.
 El ka ("Gemelo" o "doble") del rey acabó convirtiéndose en un dios-Luna, Jonsu, el ka por excelencia del Sol"
Henri Frankfort